# Élections législatives de 1902 en Ille-et-Vilaine
Les élections législatives en Ille-et-Vilaine ont lieu les dimanches 27 avril 1902 et 11 mai 1902.
Elles ont pour but d'élire les 8 députés représentant le département à la Chambre des députés pour un mandat de quatre années.

## Élections partielles durant le précédent mandat
- Pas d'élection partielle d'organisée durant le mandat 1898-1902.

## Députés sortants
| Députés | Députés                           | Parti                     | Fonctions lors de l'élection en 1902 |
| ------- | --------------------------------- | ------------------------- | --- |
|         | François Brune                    | Républicain ministériel   | Conseiller général et maire de Pleine-Fougères. Ancien Notaire.                                                                          |
|         | Alfred Bazillon                   | Républicain ministériel   | Maire de Fougères. Ancien Clerc de notaire, Propriétaire agricole.                                                                       |
|         | René Le Hérissé                   | Nationaliste (ex Radical) | Vice-président du Conseil général, conseiller de Rennes-Sud-Est. Ancien Lieutenant, Propriétaire.                                        |
|         | Robert Surcouf                    | Progressiste              | Pas d'autres mandats. Propriétaire agricole, châtelain du Haut-Mesnil.                                                                   |
|         | René Brice                        | Progressiste              | Président du Conseil Général, conseiller de Sel-de-Bretagne. Avocat, Propriétaire agricole.                                              |
|         | Maurice de Poulpiquet du Halgouët | Monarchiste               | Conseiller général de Redon, maire de Renac. Ancien Lieutenant, Propriétaire agricole.                                                   |
|         | Olivier Le Gonidec de Traissan    | Monarchiste               | Ancien député, premier adjoint au maire de Vitré. Ancien Zouave pontifical, Propriétaire agricole, châtelain du Château de la Baratière. |
|         | Armand Porteu de la Morandière    | Monarchiste               | Ancien Préfet, conseiller d'arrondissement de Montauban-de-Bretagne, maire de Talensac. Directeur de filature, Propriétaire agricole.    |

## Mode de scrutin
L'élection se fait au scrutin d'arrondissement, soit un mode uninominal majoritaire à deux tours.
La circonscription pour l'élection est l'arrondissement.
Le scrutin est individuel, chaque arrondissement élisant un député.
Les arrondissements qui ont plus de cent mille habitants sont divisés. Dans ce cas on élit un député par circonscription électorale.
L'article 18 précise qu'il faut réunir pour être élu au premier tour :
1. La majorité absolue des suffrages exprimés ;
2. Un nombre de suffrages égal au quart des électeurs inscrits.

Au deuxième tour la majorité relative suffit. En cas d'égalité c'est le plus âgé qui est élu.

## Résultats par arrondissement

### Arrondissement de Fougères
Fougères regroupe tous les cantons de l'arrondissement.
| Candidats      | Candidats         | Étiquette        | Premier tour | Premier tour |
| Candidats      | Candidats         | Étiquette        | Voix         | %            |
| -------------- | ----------------- | ---------------- | ------------ | ------------ |
|                | Alexandre Lefas   | Progressiste lib | 11 139       | 54,82        |
|                | Alfred Bazillon * | Progressiste     | 8 705        | 42,84        |
|                | Pierre Ladignac   | Socialiste PSF   | 386          | 1,90         |
|                | Alexandre Lepers  | POF              | 4            | 0,02         |
|                |                   |                  |              |              |
| Inscrits       | Inscrits          | Inscrits         | 24 743       | 100,00       |
| Votants        | Votants           | Votants          | 20 532       | 82,98        |
| Abstention     | Abstention        | Abstention       | 4 211        | 17,02        |
| Blancs et nuls | Blancs et nuls    | Blancs et nuls   | 211          | 1,03         |
| Exprimés       | Exprimés          | Exprimés         | 20 321       | 98,97        |

*sortant

### Arrondissement de Montfort
Montfort regroupe tous les cantons de l'arrondissement.
- Armand Porteu de la Morandière (Monarchiste), élu depuis 1889, ne se représente pas.

| Candidats      | Candidats                  | Étiquette               | Premier tour | Premier tour |
| Candidats      | Candidats                  | Étiquette               | Voix         | %            |
| -------------- | -------------------------- | ----------------------- | ------------ | ------------ |
|                | Alexandre Jehanin          | Républicain ministériel | 7 565        | 51,37        |
|                | Yves Droüet de Montgermont | Monarchiste             | 7 087        | 48,12        |
|                | Oscar Delemarle            | POF                     | 0            | 0,00         |
|                |                            |                         |              |              |
| Inscrits       | Inscrits                   | Inscrits                | 17 177       | 100,00       |
| Votants        | Votants                    | Votants                 | 14 390       | 83,78        |
| Abstention     | Abstention                 | Abstention              | 2 787        | 16,22        |
| Blancs et nuls | Blancs et nuls             | Blancs et nuls          | 262          | 1,81         |
| Exprimés       | Exprimés                   | Exprimés                | 14 128       | 98,19        |

### Arrondissement de Redon
Redon regroupe tous les cantons de l'arrondissement.
| Candidats      | Candidats                           | Étiquette               | Premier tour | Premier tour |
| Candidats      | Candidats                           | Étiquette               | Voix         | %            |
| -------------- | ----------------------------------- | ----------------------- | ------------ | ------------ |
|                | Maurice de Poulpiquet du Halgouët * | Monarchiste             | 12 984       | 60,92        |
|                | Jacques Thélohan                    | Républicain ministériel | 8 318        | 39,02        |
|                | Jean Poumarat                       | POF                     | 2            | 0,01         |
|                |                                     |                         |              |              |
| Inscrits       | Inscrits                            | Inscrits                | 25 678       | 100,00       |
| Votants        | Votants                             | Votants                 | 21 437       | 83,48        |
| Abstention     | Abstention                          | Abstention              | 4 241        | 16,52        |
| Blancs et nuls | Blancs et nuls                      | Blancs et nuls          | 122          | 0,57         |
| Exprimés       | Exprimés                            | Exprimés                | 21 315       | 99,43        |

*sortant

### Arrondissement de Rennes

#### 1recirconscription
Rennes-1 regroupe les cantons de Rennes-Nord-Ouest, Rennes-Nord-Est, Rennes-Sud-Ouest et de Rennes-Sud-Est.
| Candidats      | Candidats                        | Étiquette                         | Premier tour | Premier tour |
| Candidats      | Candidats                        | Étiquette                         | Voix         | %            |
| -------------- | -------------------------------- | --------------------------------- | ------------ | ------------ |
|                | René Le Hérissé *                | Nationaliste (ex Gauche radicale) | 9 545        | 58,38        |
|                | Eugène Brager de La Ville-Moysan | Monarchiste                       | 5 101        | 31,20        |
|                | Charles Bougot                   | Socialiste PSF                    | 1 695        | 10,37        |
|                | Auguste Crépin                   | POF                               | 3            | 0,02         |
|                |                                  |                                   |              |              |
| Inscrits       | Inscrits                         | Inscrits                          | 23 095       | 100,00       |
| Votants        | Votants                          | Votants                           | 16 636       | 72,03        |
| Abstention     | Abstention                       | Abstention                        | 6 459        | 27,97        |
| Blancs et nuls | Blancs et nuls                   | Blancs et nuls                    | 287          | 1,72         |
| Exprimés       | Exprimés                         | Exprimés                          | 16 349       | 98,28        |

*sortant

#### 2ecirconscription
Rennes-2 regroupe les cantons de Châteaugiron, Hédé, Janzé, Liffré, Mordelles et de Saint-Aubin-d'Aubigné.
| Candidats      | Candidats      | Étiquette      | Premier tour | Premier tour |
| Candidats      | Candidats      | Étiquette      | Voix         | %            |
| -------------- | -------------- | -------------- | ------------ | ------------ |
|                | René Brice *   | Progressiste   | 12 635       | 92,05        |
|                | Philippe Huet  | POF            | 26           | 0,19         |
|                |                |                |              |              |
| Inscrits       | Inscrits       | Inscrits       | 17 636       | 100,00       |
| Votants        | Votants        | Votants        | 14 101       | 76,96        |
| Abstention     | Abstention     | Abstention     | 3 535        | 23,04        |
| Blancs et nuls | Blancs et nuls | Blancs et nuls | 494          | 0,50         |
| Exprimés       | Exprimés       | Exprimés       | 13 607       | 96,50        |

*sortant

### Arrondissement de Saint-Malo

#### 1recirconscription
Saint-Malo-1 regroupe les cantons de Saint-Malo, Cancale, Dol-de-Bretagne, Pleine-Fougères.
- François Brune (Républicain ministériel), élu depuis 1893, ne se représente pas.

| Candidats      | Candidats                  | Étiquette               | Premier tour | Premier tour |
| Candidats      | Candidats                  | Étiquette               | Voix         | %            |
| -------------- | -------------------------- | ----------------------- | ------------ | ------------ |
|                | Charles Auguste La Chambre | Action libérale         | 6 358        | 52,20        |
|                | Charles Jouanjan           | Républicain ministériel | 5 669        | 46,54        |
|                | Albert Bourdas             | Progressiste            | 107          | 0,88         |
|                | Édouard Charrier           | POF                     | 15           | 0,12         |
|                |                            |                         |              |              |
| Inscrits       | Inscrits                   | Inscrits                | 16 969       | 100,00       |
| Votants        | Votants                    | Votants                 | 12 323       | 72,62        |
| Abstention     | Abstention                 | Abstention              | 4 646        | 27,38        |
| Blancs et nuls | Blancs et nuls             | Blancs et nuls          | 142          | 1,15         |
| Exprimés       | Exprimés                   | Exprimés                | 12 181       | 98,85        |

#### 2ecirconscription
Saint-Malo-2 regroupe les cantons de Châteauneuf-d'Ille-et-Vilaine, Combourg, Pleurtuit, Tinténiac et de Saint-Servan.
| Candidat       | Candidat         | Étiquette      | Premier tour | Premier tour |
| Candidat       | Candidat         | Étiquette      | Voix         | %            |
| -------------- | ---------------- | -------------- | ------------ | ------------ |
|                | Robert Surcouf * | Progressiste   | 10 645       | 90,10        |
|                | Désiré Verhaeghe | POF            | 6            | 0,05         |
|                |                  |                |              |              |
| Inscrits       | Inscrits         | Inscrits       | 17 670       | 100,00       |
| Votants        | Votants          | Votants        | 11 815       | 66,87        |
| Abstention     | Abstention       | Abstention     | 5 855        | 33,13        |
| Blancs et nuls | Blancs et nuls   | Blancs et nuls | 1 161        | 9,83         |
| Exprimés       | Exprimés         | Exprimés       | 10 654       | 90,17        |

*sortant

### Arrondissement de Vitré
Vitré regroupe tous les cantons de l'arrondissement.
| Candidats      | Candidats                        | Étiquette               | Premier tour | Premier tour |
| Candidats      | Candidats                        | Étiquette               | Voix         | %            |
| -------------- | -------------------------------- | ----------------------- | ------------ | ------------ |
|                | Olivier Le Gonidec de Traissan * | Monarchiste             | 11 172       | 65,30        |
|                | Henri Pensa                      | Républicain ministériel | 5 912        | 34,56        |
|                | Charles Dutoit                   | POF                     | 5            | 0,03         |
|                |                                  |                         |              |              |
| Inscrits       | Inscrits                         | Inscrits                | 20 265       | 100,00       |
| Votants        | Votants                          | Votants                 | 17 320       | 85,47        |
| Abstention     | Abstention                       | Abstention              | 2 945        | 14,53        |
| Blancs et nuls | Blancs et nuls                   | Blancs et nuls          | 211          | 1,22         |
| Exprimés       | Exprimés                         | Exprimés                | 17 109       | 98,78        |

*sortant

## Députés élus
| Députés | Députés                           | Parti                     | Fonctions lors de l'élection en 1902 |
| ------- | --------------------------------- | ------------------------- | --- |
|         | Alexandre Jehanin                 | Républicain ministériel   | Conseiller général et maire de Bécherel. Tanneur.                                                                                        |
|         | Robert Surcouf                    | Progressiste min          | Pas d'autres mandats. Propriétaire agricole, châtelain du Haut-Mesnil.                                                                   |
|         | René Le Hérissé                   | Nationaliste (ex Radical) | Vice-président du Conseil général, conseiller de Rennes-Sud-Est. Ancien Lieutenant, Propriétaire.                                        |
|         | René Brice                        | Progressiste              | Président du Conseil Général, conseiller de Sel-de-Bretagne. Avocat, Propriétaire agricole.                                              |
|         | Alexandre Lefas                   | Progressiste lib          | Pas d'autres mandats. Avocat, Propriétaire agricole.                                                                                     |
|         | Charles Auguste La Chambre        | Action libérale           | Pas d'autres mandats. Avocat, Propriétaire agricole, châtelain du Château de la Briantais.                                               |
|         | Maurice de Poulpiquet du Halgouët | Monarchiste               | Conseiller général de Redon, maire de Renac. Ancien Lieutenant, Propriétaire agricole.                                                   |
|         | Olivier Le Gonidec de Traissan    | Monarchiste               | Ancien député, premier adjoint au maire de Vitré. Ancien Zouave pontifical, Propriétaire agricole, châtelain du Château de la Baratière. |